# 1619 en arts plastiques
| Années des arts plastiques : 1616 - 1617 - 1618 - 1619 - 1620 - 1621 - 1622    |
| Décennies des arts plastiques : 1580 - 1590 - 1600 - 1610 - 1620 - 1630 - 1640 |

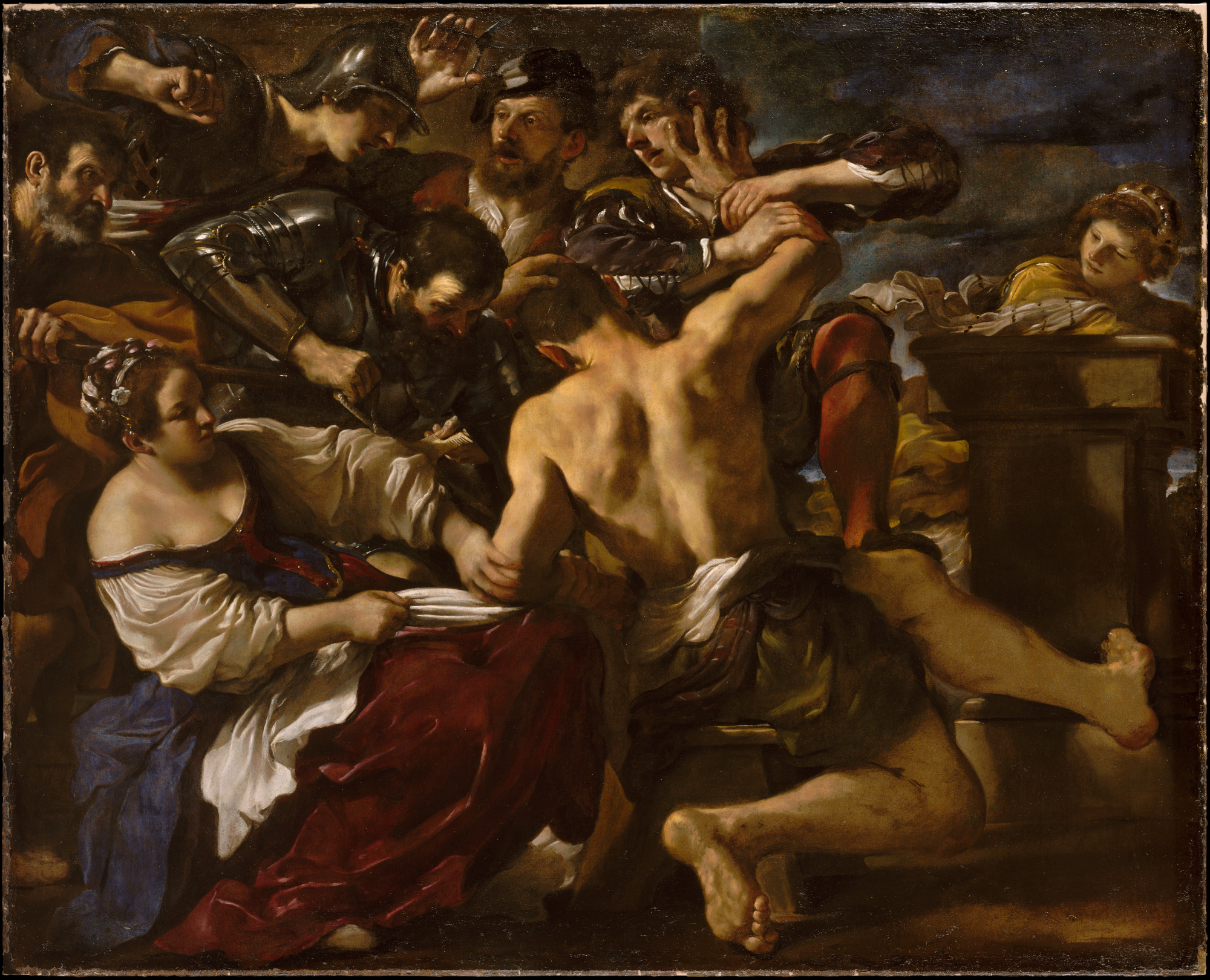
Samson capturé par les Philistins, Le Guerchin.

Cette page concerne l'année 1619 en arts plastiques.

## Œuvres
- Adoration des Mages, huile sur toile de Diego Velásquez

## Naissances
- 24 février : Charles Le Brun, peintre français († 12 février 1690),
- 2 avril : Onofrio Gabrieli, peintre italien († 26 septembre 1706),
- 24 mai (baptisé le 24 mai) : Philips Wouwerman, peintre et graveur néerlandais († 19 mai 1668),
- 3 novembre : Willem Kalf, peintre néerlandais († 31 juillet 1693),
- ? :
  - Leendert van Beijeren, peintre néerlandais († 1649),
  - Francesco Boschi,  peintre baroque italien († 1675),
  - Antoine-Benoît Dubois, peintre français († 9 juin 1680),
  - Sebastián Herrera Barnuevo, architecte, sculpteur et peintre baroque espagnol († 1671).

## Décès
- 16 avril : Denis Calvaert, peintre flamand (° vers 1540),
- 16 juin : Martin Fréminet, peintre français (° 24 septembre 1567),
- 13 novembre : Ludovic Carrache, peintre italien (° 21 avril 1555),
- Date inconnue :
- Hieronymus Wierix, graveur flamand (° (1553),
- Vers 1619 :
- Farroukh Bek, peintre miniaturiste persan (° 1547).